# Église en bois de l'Ascension de Dub
Pour les articles homonymes, voir Église de l'Ascension.
L'église en bois de l'Ascension de Dub (en serbe cyrillique : Црква брвнара Вазнесења Христовог у Дубу ; en serbe latin : Crkva brvnara Vaznesenja Hristovog u Dubu) est une église orthodoxe serbe située à Dub, dans la municipalité de Bajina Bašta et dans le district de Zlatibor, en Serbie. Elle est inscrite sur la liste des monuments culturels d'importance exceptionnelle de la république de Serbie (identifiant no SK 525).
L'église en bois de Dub est considérée comme une des plus belles églises de ce type en Serbie et une des plus belles réalisations des constructeurs de la région de l'Osat,. On pense que Melentije Stefanović, originaire de cette région, qui était alors moine et a en outre été l'archimandrite du monastère de Rača, a participé à la décision de sa construction,.

## Situation

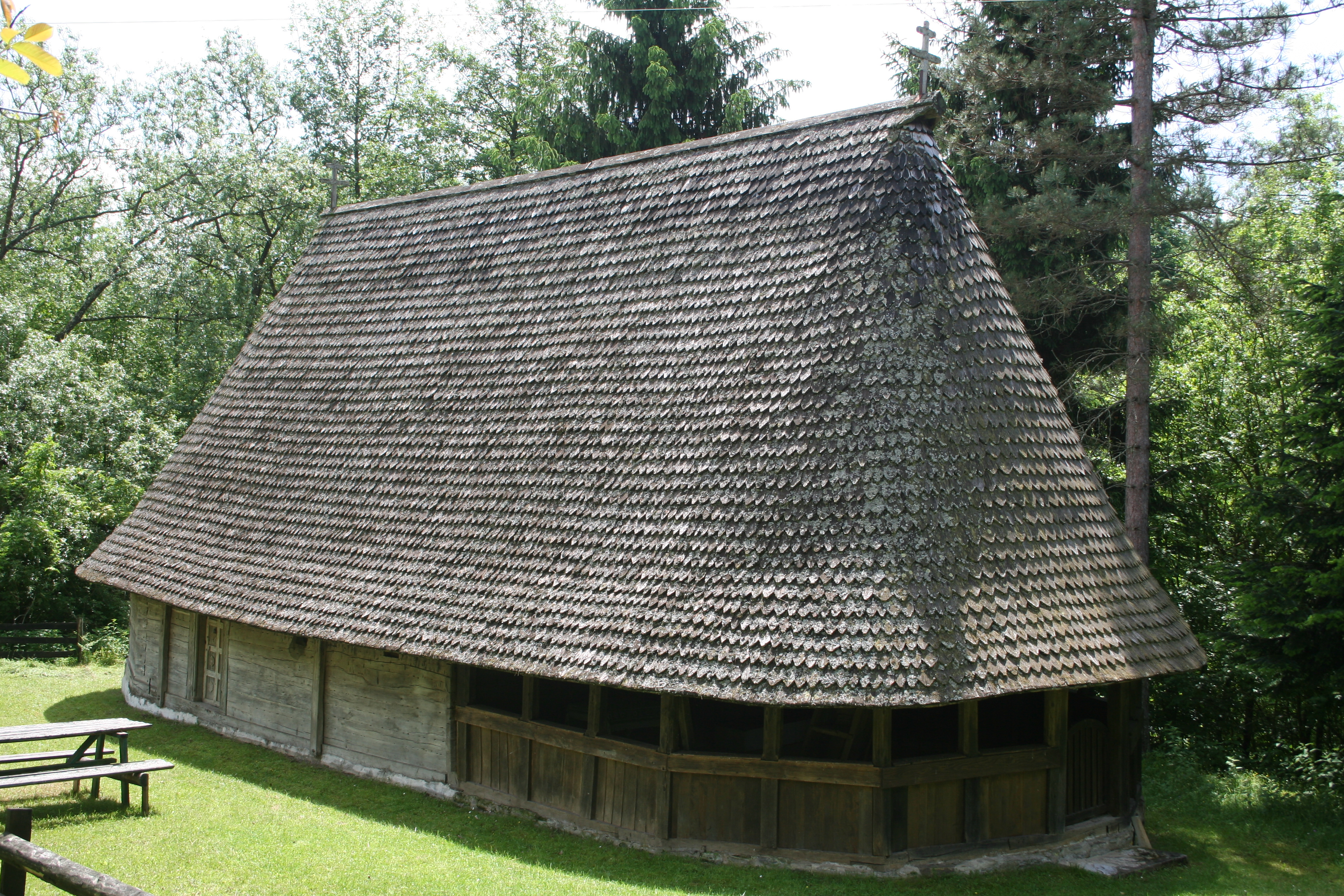
Autre vue de l'église.

L'église est située sur la route d'Užice à Rogačica, dans un verger entre deux collines, à seulement 1 km de la nouvelle église de Dub.

## Histoire
L'édifice aurait été construit sur les fondations d'un ancien lieu de culte, mais il n'y a aucune preuve de cela et on ne sait pas grand-chose sur l'histoire de cette église, en raison du fait que l'ensemble des archives a brûlé en 1916 dans un incendie allumé par l'armée austro-hongroise.
Selon la tradition, l'église de l'Ascension du Christ de Dub a été construite en 1792. La chronique historique, quant à elle, rapporte qu'elle a été rénovée en 1828. L'écrivain et dramaturge Joakim Vujić (1772-1847), dans son livre Voyages en Serbie (en serbe : Putešestvije po Serbiji), mentionne l'église en 1826, soit deux ans avant sa rénovation ; il a sans doute ainsi décrit l'église de 1792.
Les noms des constructeurs sont inconnus, mais la méthode de construction montre qu'ils étaient des maîtres venus de l'Osat. En analysant le style de construction et d'ornementation de l'édifice, on a conclu que c'était probablement le même groupe de maîtres bâtisseurs qui avait construit l'église en bois de Miličinica près de Valjevo, l'église en bois de Seča Reka près de Kosjerić et l'église en bois de Breznik près de Gornji Milanovac.

## Architecture
L'église, constituée de planches massives, est dotée d'une nef unique, d'une abside quadrangulaire et d'un porche profond ajouté en 1828. Le porche est fermé dans la partie inférieure, tandis que les ouvertures cintrées de la partie supérieure sont finies avec des planches profilées. Le toit, extrêmement pentu et couvert de bardeaux, domine l'édifice, mesurant trois fois la hauteur des murs. Un soin particulier a été apporté au traitement des détails, comme les sculptures des portes et leurs encadrements. La porte ouest de l'église est ornée d'un décor floral et géométrique avec des croix stylisées inscrit dans des champs hexagonaux ; la porte nord, à côté de l'espace de l'autel, est plus petite que celle de l'ouest et est décorée de manière plus simple mais avec des motifs similaires. La construction habituelle des entrées de l'Osat consiste en des portes cintrées, avec une décoration en bois plus souple, qui est fixée avec des rivets métalliques à un cadre de planches massives, qui elles-mêmes sont souvent, comme dans le cas de l'église de Dub, également recouvertes d'ornements dans la partie supérieure.

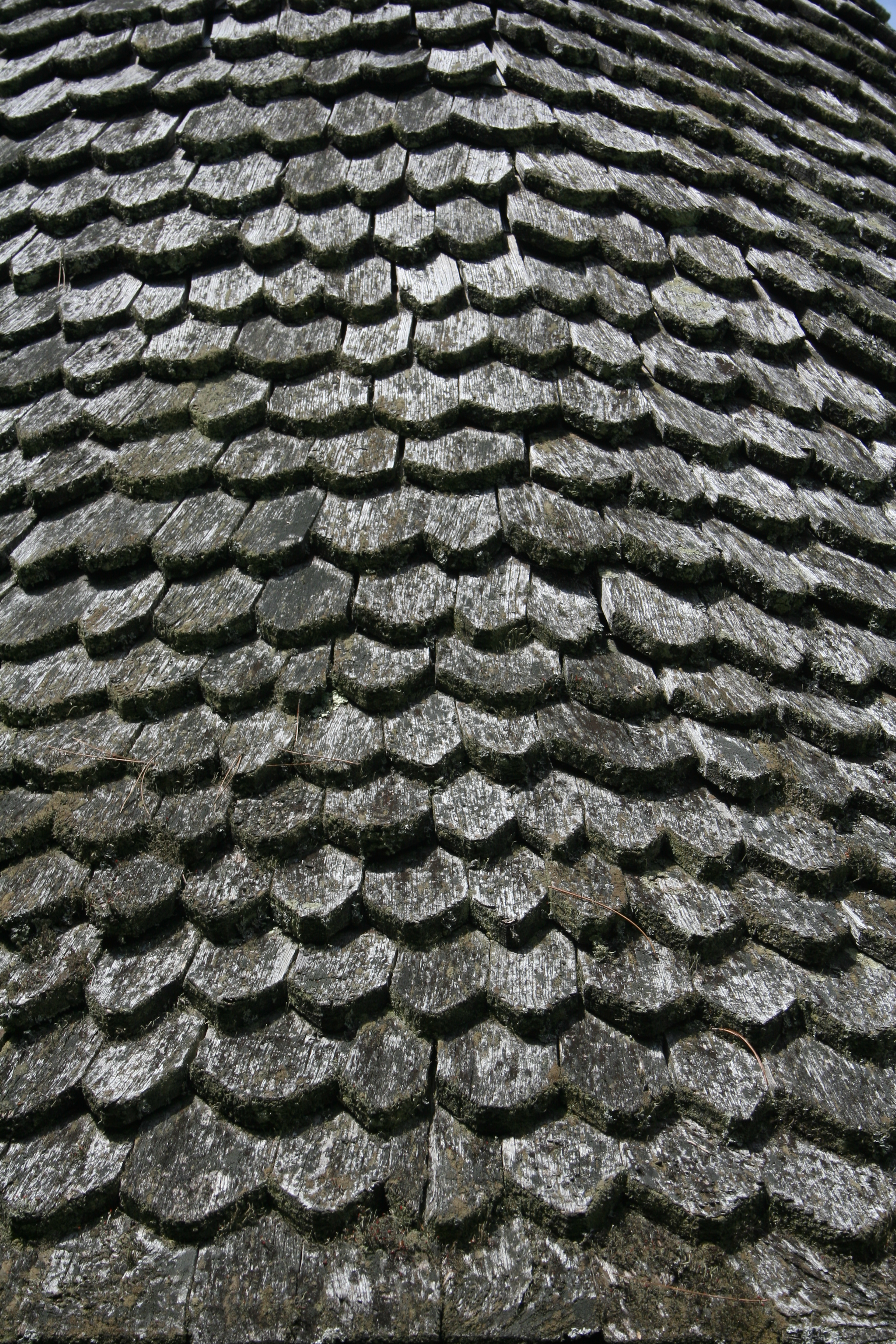
Détail du toit.
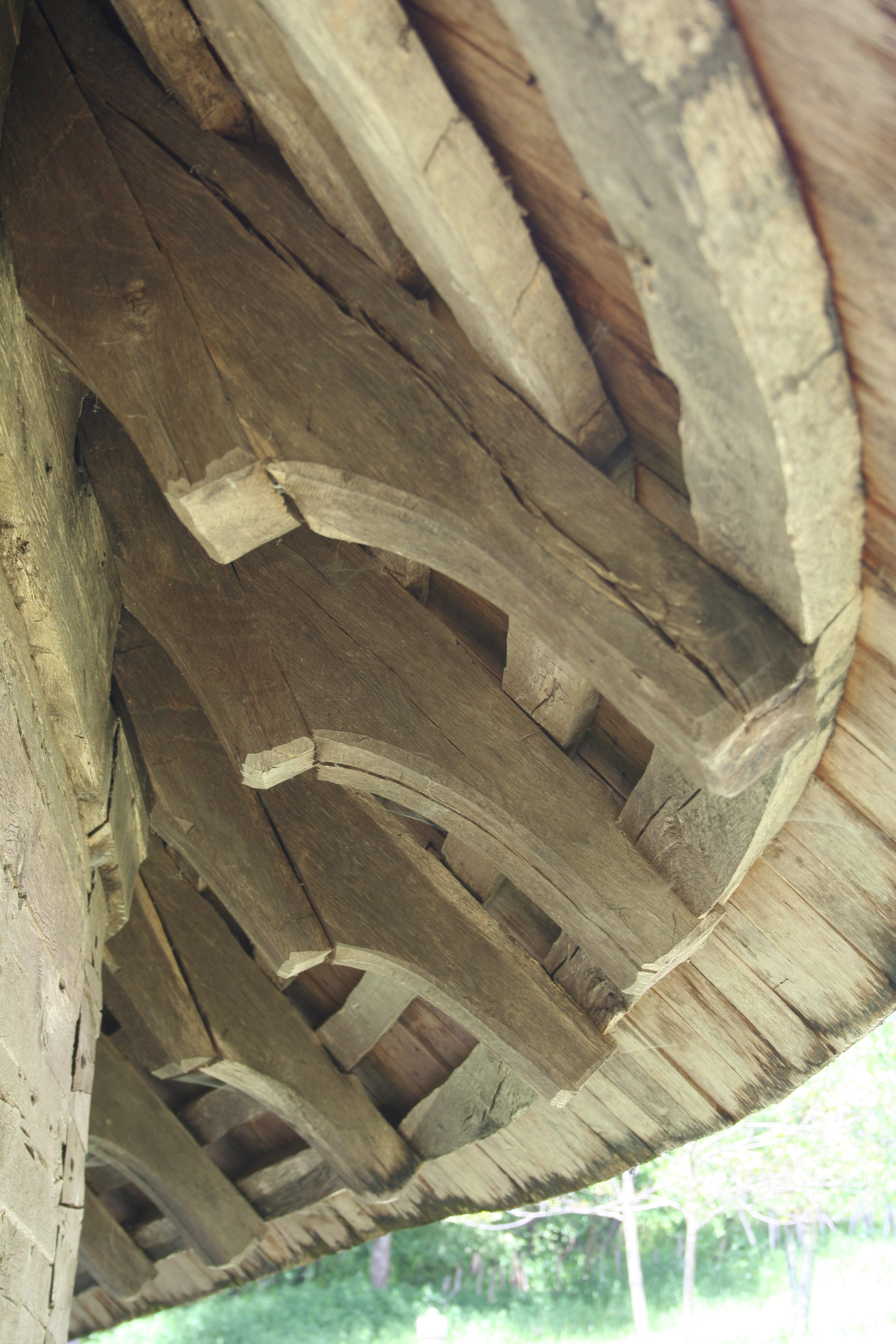
Détail de la charpente.
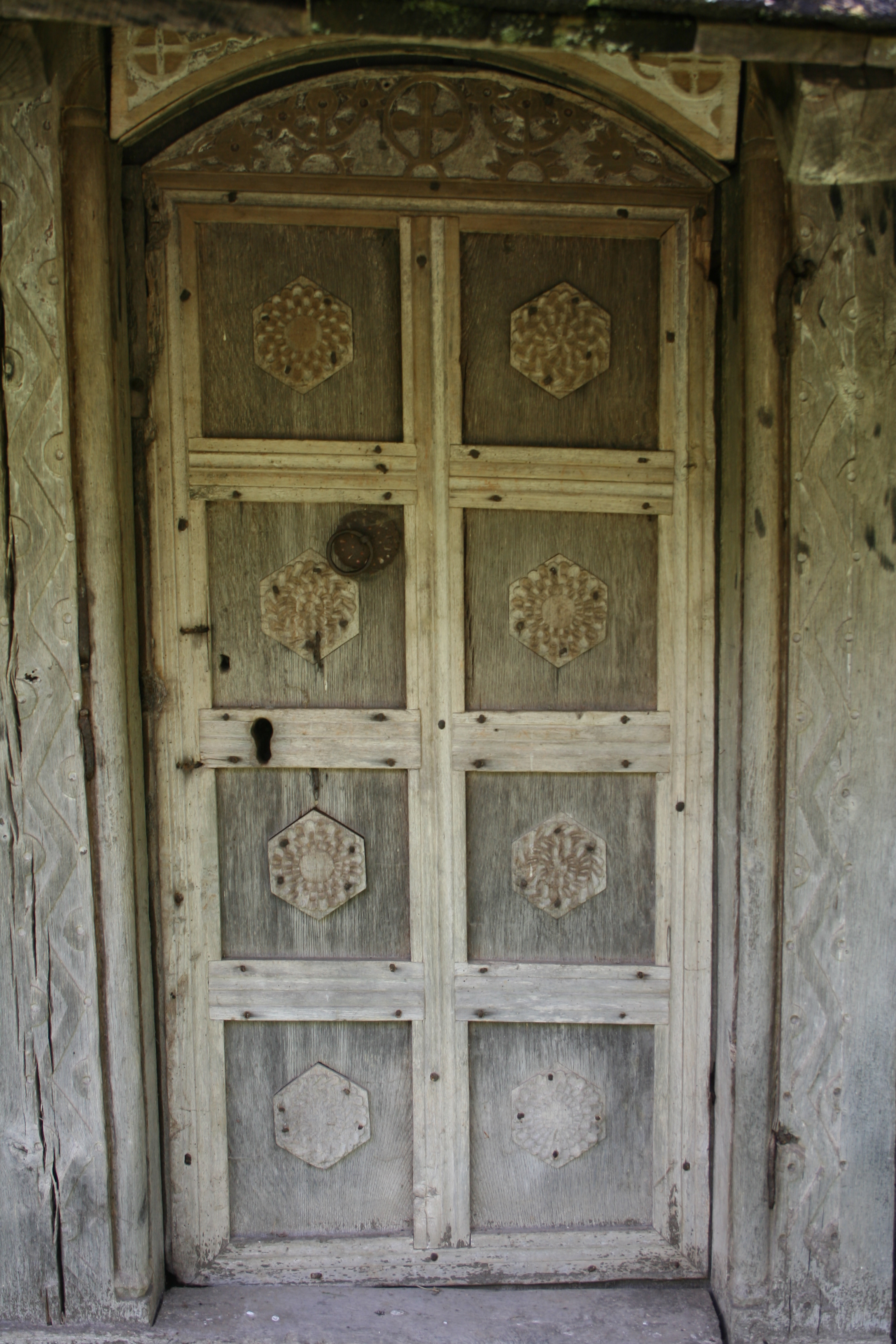
Détail de la porte d'entrée.

## Intérieur de l'église
L'église est très sombre car elle est éclairée seulement par quelques petites fenêtres horizontales, dotées de volets en bois que l'on tire de l'intérieur par des guides. On y trouve du mobilier en bois, dont deux chandeliers, l'un haut de 1,70 m, l'autre haut de 1,90 m, ainsi qu'un lustre en tilleul constitué de huit unités ornementales différentes,. Toutes ces pièces sont l'œuvre des maîtres de l'Osat.
L'église abrite un trésor qui compte jusqu'à 17 icônes. Certaines d'entre elles sont dues au peintre Aleksije Lazović et ressemblent à celles de l'église de Sirogojno et à celles de l'église du monastère de Rača, toutes les deux fondées par Jovan Milić ; on suppose ainsi que Milić a commandé des icônes à Lazović pour l'église de Dub. Les portes royales, créées à la fin du XVIIIe siècle et probablement transférées d'une église plus ancienne, méritent une attention particulière : elles ont été exécutées dans la tradition de la sculpture sur bois médiévale serbe, mais aujourd'hui le bois sculpté et les parties peintes sont en assez mauvais état. Plusieurs icônes, dont celles des deux trônes, sont d'origine russe et datent des premières décennies du XIXe siècle ; elles ne présentent pas de valeur artistique majeure.
Un certain nombre de livres liturgiques précieux, principalement russes, sont conservés dans le trésor, parmi lesquels un Évangile incrusté d'argent.

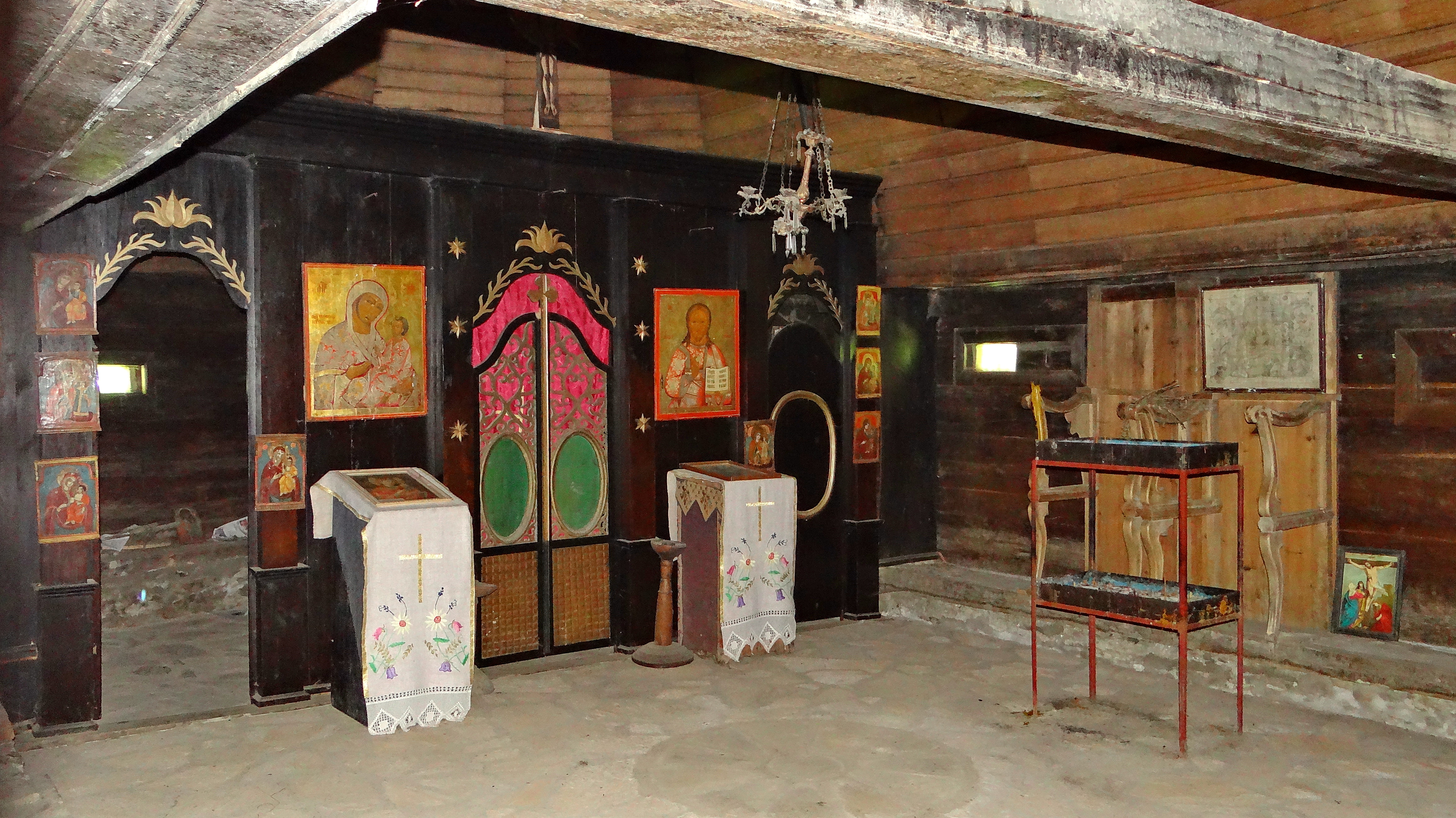
L'intérieur de l'église.

## Restaurations récentes
Des travaux de restauration de l'église ont été réalisés en 1995 et 2006.